# Bomílcar (almirante)
Bomílcar foi um comandante cartaginês durante a Segunda Guerra Púnica (218-201 a.C.).

## História
Bomílcar era o comandante responsável por levar os suprimentos votados para Aníbal depois da Batalha de Canas (216 a.C.) e com os quais ele desembarcou na península Itálica no mesmo ano. Em 214 a.C., ele foi enviado com 55 navios para ajudar Siracusa, que estava cercada pelos romanos; porém, percebendo que suas forças seriam incapazes de enfrentar a frota romana, superior em números, Bomílcar recuou para África novamente.
Em 212 a.C., ele escapou do porto de Siracusa levando até Cartago notícias sobre o estado de iminente perigo da cidade (que já estava quase toda nas mãos de Marco Cláudio Marcelo, com exceção de Achradina), retornou, no espaço de poucos dias, com cem navios. No mesmo ano, depois da destruição das forças terrestres cartaginesas de Hipócrates e Himilcão por uma peste, Bomílcar novamente navegou até Cartago com as notícias e retornou com 130 navios, mas Marcelo conseguiu impedi-lo de alcançar Siracusa. Bomílcar seguiu então para Taranto, aparentemente com o objetivo de bloquear a guarnição daquela cidade; mas, como a presença desta força só aumentou a escassez à qual os tarantinos estavam submetidos, ele acabou dispensado e partiu.